# Deliathis nigrovittata
Deliathis nigrovittata är en skalbaggsart som beskrevs av Stefan von Breuning 1980. Deliathis nigrovittata ingår i släktet Deliathis och familjen långhorningar. Inga underarter finns listade i Catalogue of Life.